# Шелли, Перси Биш
Пе́рси Биш Ше́лли (англ. Percy Bysshe Shelley; 4 августа 1792, графство Суссекс — 8 июля 1822, утонул в Средиземном море между Специей и Ливорно) — английский писатель, поэт и эссеист. Один из классиков британского романтизма. Был женат на Мэри Шелли, написавшей готический роман под названием «Франкенштейн, или Современный Прометей».

## Биография

### Детство
Перси Биши Шелли родился 4 августа 1792 года во дворце Филд около Хоршема (Западный Суссек), Англия), став первым ребёнком в семье Тимоти Шелли (1753—1844), старшего сына эсквайра Биши Шелли. Род Шелли был древний и достаточно богатый. Старшая ветвь его получила от короны баронетаж в 1611 году, тогда как младшая — только в 1806-м. Отец поэта родился в 1753 году. В октябре 1791 года женился на Элизабет Пилфолд, женщине красивой и умной.
Сыну родители дали имя Биши в честь деда, который тогда являлся главой семейства, а Перси — в честь древнего рода Перси, из которого происходили наиболее известные графы Нортумберленда (позже был создан титул герцога Нортумберленда, включающий и графский титул). За мальчиком последовали четыре дочери — Элизабет (1794—1831), Мэри (1797—1884), Хелен (1799—1885) и Маргарет (1801—1887), а после и сын Джон (1806—1866). В 1815 году, после смерти отца, он унаследовал титул баронета, который перешёл после его собственной смерти его сыну сэру Перси Флоренсу Шелли.
Созерцательная, склонная к мечтательности и сильным душевным порывам натура Шелли проявилась очень рано. Будучи ещё ребёнком, он в поместье своего деда рассказывал маленьким сёстрам страшные сказки, а также забавлялся химическими и электрическими опытами, производившими впечатление алхимических.
Те же интересы преобладают позже и в Итонской школе, куда его отдал отец в надежде ввести сына в круг избранной молодёжи. В первые годы в Итоне Шелли увлекается чтением романов Анны Радклиф и Мэтью Льюиса и химическими опытами. Здесь впервые жизнь повернулась к Шелли и своей неприглядной стороной. Суровое воспитание тогдашнего английского юношества жестоко отразилось на чувствительной душе поэта. Он долго помнил издевательства, кулачную расправу, приставания своих товарищей и наставников. В «Лаоне и Цитне» он вспоминает о них как о своих «тиранах и врагах». В последние годы пребывания в Итоне занятия Шелли становятся более серьёзными. У него возникает потребность творчества.

### Оксфордский университет
В 1810 году, когда Шелли поступил в Оксфордский университет, он уже был автором двух романов — «Застроцци» и «Сент-Ирвин», написанных в стиле готической литературы. На первых порах в Оксфорде Шелли испытал мало новых впечатлений. Он издаёт шутовские стихи под заглавием «Посмертные записки Маргариты Никольсон», зачитывается Платоном, Еврипидом, Лукрецием, знакомится с Франклином и Кондорсе, с философией Локка и Юма. Сам университет при этом не произвёл на Шелли, по-видимому, никакого впечатления.
Ещё в Итоне Шелли впервые увлёкся идеями «Политической справедливости» Уильяма Годвина. Характерная для Шелли жажда прозелитизма и потребность высказываться вскоре привели его, вместе с его товарищем и другом Томасом Хоггом, к крайне опасному шагу — изданию брошюры «Необходимость атеизма». Шелли собственноручно быстро распространил её по всему Оксфорду среди студентов, рассылал множеству лиц. Несмотря на то, что его имя не значилось на титульном листе, университетское начальство вызвало Шелли на суд и после его отказа отвечать на задаваемые вопросы 25 марта 1811 года исключило обоих друзей из числа студентов.
Поступок Шелли, его отчисление из университета сделали невозможным брак с кузиной Гарриет Гров, на любовь к которой благосклонно смотрели родители молодого поэта. Отец Шелли на некоторое время даже запретил сыну являться домой, назначив ему 200 фунтов ежегодной пенсии, — и 19-летний Шелли с тех пор был предоставлен самому себе.

### Личная жизнь, творчество, общественные взгляды
Следующие три года жизни Шелли можно назвать периодом общественно-политических скитаний. Уже приобретя репутацию гонимого за идею, он в эти годы чувствует себя защитником угнетённых и смелым поборником правды и свободы. В таком свете представлялась ему дружба с Гарриет Уэстбрук, пансионной подругой его сестёр, дочерью богатого трактирщика, которого подозревали и в ростовщичестве. Увезя эту шестнадцатилетнюю девушку в Эдинбург к Хоггу и женившись на ней в августе того же года, Шелли считал, что спасает её от тирании отца. Родители, возмущённые таким неподходящим для наследника титула баронета браком, предложили ему отказаться от наследства в пользу будущего сына или младшего брата. Это ещё более укрепило юношу в мысли, что он служит дорогим ему идеям свободы, равенства и справедливости. В таком настроении совершил Шелли свою поездку в Ирландию, где распространял почти собственноручно свою брошюру о даровании равноправия католикам.
Всё в том же настроении он вскоре знакомится — сначала письменно, а затем и лично — с Годвином, отдаётся со всем пылом молодости делам благотворительности (преимущественно в Тремадоке, в Карнарвоншире), издаёт ещё целый ряд политических памфлетов и, наконец, пишет свою философскую поэму «Королева Маб». Это первый поэтический опыт, ещё полный юношеского риторизма. Насколько Шелли ещё мало чувствовал себя тогда поэтом, видно из того, что во время его пребывания в «стране озёр», где жили «поэты-лэйкисты» — Саути, Вордсворт и Кольридж, — их поэзия мало заинтересовала Шелли, хотя он был близко знаком с Саути и впоследствии влияние «лэйкистов» сильно сказалось на его творчестве. Увлечение политическими, социальными и философскими вопросами в то время ещё, по-видимому, сдерживало поэтическое дарование Шелли в слишком узких для него рамках рассудочности. Вскоре для Шелли наступили новые треволнения, и они могут считаться последним толчком к поэтическому творчеству.
Через год после выхода «Королевы Маб» и рождения дочери, названной Ианти в честь героини этой поэмы, Шелли расходится с Гарриет и влюбляется в дочь Годвина Мэри. Разрыв с женой и вторичный увоз юной девушки — ей было 17 лет — много обсуждались биографами Шелли и обыкновенно толковались не в пользу поэта; в них видели прямолинейное и бездушное приложение теорий свободной любви (жена его была в то время беременна вторым ребёнком и спустя два года утопилась). Разобраться в этих событиях жизни Шелли трудно. По-видимому, Шелли имел какие-то основания подозревать Гарриет в неверности и даже не считать её будущего ребёнка своим. Гарриет вскоре сошлась с другим человеком, причём её самоубийство было следствием, с одной стороны, давнишней склонности её к такому концу, с другой — неудовлетворенности в её новой привязанности.
Бегство с Мэри Годвин (28 июля 1814 года) сопряжено с первой поездкой Шелли в Швейцарию, где годом позже он близко сошёлся со знаменитым уже в то время Байроном. Четыре года жизни Шелли с его новой подругой проходят то в Швейцарии, то в Англии. За это время в окрестностях Виндзора написан «Аластор» (1815, опубликован в 1816 году), первое истинно поэтическое произведение Шелли. Через два года вышла в свет и вторая большая поэма — «Лаон и Цитна», более известная под названием «Восстание Ислама» (1817). Ещё не признанный Шелли, известный лишь как автор «Королевы Маб», стоит уже на высоте своего поэтического гения. К этому времени относится и знакомство Шелли с Ли Хантом и с юным Китсом. Это вступление в литературную среду способствовало более всестороннему развитию художественных вкусов Шелли.
Вместе с расцветом его таланта наступает и время полной политической зрелости. Памфлет Шелли «Предложение о реформе избирательных законов во всем королевстве» (1817) указывает на серьёзные знания и трезвые взгляды. Об этом свидетельствует и очерк, озаглавленный: «Философский взгляд на реформы». Для взглядов Шелли этого времени характерно его высказывание в одном письме к Ли Ханту. «Я принадлежу к тем, кого ничто не может удовлетворить, но кто готов покамест довольствоваться всем, что действительно достижимо». В 1815 году баронетство перешло к отцу Шелли, и поэт начал получать ежегодный доход в 1000 фунтов, обеспечивавший ему и известное положение в обществе. Но уже в 1816 году, когда его первая жена Гарриет Уэстбрук совершила самоубийство, утопившись, жизнь Шелли начинает принимать такой оборот, что о его личном вмешательстве в политику не может быть более речи. Против него вооружается его тесть, Уэстбрук, по ходатайству которого Джон Скотт, 1-й граф Элдон, как лорд-канцлер, 17 марта 1817 года постановил лишить Шелли права воспитывать своих детей от первого брака. Основанием для такого решения послужили его связь с Мэри Годвин (несмотря на то, что в это время Шелли, овдовев, уже был женат на ней) и главным образом атеистические взгляды, высказанные в «Королеве Маб». Шелли был таким образом как бы объявлен вне закона. Против него восстало и общественное мнение, преследовавшее его до самой смерти. Его поэмы также всё ещё не вызывали сочувствия.

### Эмиграция в Италию
В подавленном настроении Шелли решил покинуть родину. 11 марта 1818 года, вместе с семьёй и со сводной сестрой Мэри Годвин, Кларой Клэрмонт, матерью маленькой Аллегры, рождённой ею от Байрона, Шелли уехал в Италию.
Четыре года, которые Шелли прожил в Италии, были самыми продуктивными и полными годами его жизни. В первые два года написаны «Освобождённый Прометей» и трагедия «Ченчи». В это время расширяются художественные запросы Шелли, характерные для него как для английского романтика, родоначальника того особого эстетизма, который тянется через Рёскина до Россетти и Морриса. Давний восторг перед поэзией Древней Эллады, перед Гомером, гимны которого переводил Шелли, перед Софоклом, с томиком которого он никогда не расставался, и, наконец, перед Феокритом, чьё влияние слышится в «Адонаисе» — одной из наиболее проникновенных поэм Шелли, написанной за год до его смерти в память рано умершего Китса, — весь этот чисто артистический восторг перед Грецией ещё обновляется вестями о греческом восстании. Этому способствовало и знакомство с одним из его видных деятелей Александром Маврокордатосом. Шелли искренно говорит ему: «Мы все — греки» и задумывает свою «Элладу» (1821).
В Италии Шелли увлекается Данте с его «Божественной комедией», а также с более близкой лирическому гению самого Шелли «Новой жизнью». С Италией, «раем изгнанников», как назвал её Шелли, связаны, кроме «Ченчи», «Строки, написанные среди Евганейских холмов» и «Юлиан и Маддало». Через итальянское Возрождение Шелли понял и поэтов «старой весёлой Англии» времён Елизаветы, к которым так внимательно прислушивались поэты-Озёрной школы и ещё больше Китс. Подобно лэйкистам, поэта влечёт и красота природы.
Время пребывания в Италии может быть названо самым счастливым периодом в жизни Шелли. Первый год, проведённый частью в Ливорно, частью в Неаполе, был омрачён впечатлением от посещения Байрона в Венеции. Шелли был удручён не только распутством Байрона, но и его странным отношением к маленькой дочери Аллегре и к её матери. Несколько позже у супругов Шелли умер сын Уильям, похороненный на том же кладбище в Риме, где вскоре будет погребён прах и самого Перси Биши Шелли.
Но уже второй и третий год итальянской жизни, прошедшие частью в Пизе, частью снова в Ливорно, были полны надежд и разнообразия впечатлений. Помимо Байрона, с которым, несмотря на разочарование в нём как в человеке, Шелли продолжал поддерживать отношения, к образовавшемуся около него кружку присоединились теперь Томас Медвин и Эдвард Трелони. Медвин, двоюродный брат Шелли, был и товарищем его по пансиону, где он воспитывался до поступления в Итон.
Творчество Шелли медленно пробивало путь к читателю: опубликованные в Лондоне в 1821 году произведения «Ченчи» и «Освобождённый Прометей» получили известность лишь после смерти поэта. Написанный в год смерти очерк «В защиту поэзии» вовсе не нашёл издателя при жизни поэта.

### Гибель
В конце мая 1822 года Шелли с женой и супругами Уильямс жили на берегу моря около Специи, в вилле Casa Nova. Шелли, не умевший плавать и не имевший понятия о морском спорте, страстно любил море и вместе с Байроном приобрёл шхуну, названную «Ариэль». Когда прибыла шхуна, у Шелли было несколько видений: то маленькая Аллегра выходила из моря, то какая-то фигура позвала его за собой в гостиную и там, сняв покрывало, оказалась его двойником, исчезнувшим со словами: «Siete soddisfatto» (с итал. — «Вы довольны»). Кто-то видел также Шелли в лесу в то время, когда он был дома.
1 июля Шелли и его друг отставной моряк Эдвард Уильямс отправились в Ливорно и оттуда в Пизу, где происходило совещание между Байроном и Ли Хантом по поводу затеянной первым газеты. На обратном пути Шелли вновь шёл на шхуне «Ариэль» с Уильямсом и лишь одним мальчиком в качестве матроса, а Трелони следовал на яхте Байрона «Боливар». Из-за густого тумана «Ариэль» вскоре пропала из виду, а после внезапно налетевшего непродолжительного, но сильного шквала от шхуны не осталось и следа. Через несколько дней море выкинуло бездыханные тела Шелли и Уильямса. Труп Шелли был сожжён на месте, и урна с его прахом отослана в Рим, где покоится на протестантском кладбище рядом с останками поэта Китса и маленького сына Шелли — Уильяма. В карманах Шелли были найдены томики Софокла и Китса.

## Оценки творчества
Взгляды Шелли во многом совпадают с идеями эпохи Просвещения. Это выражалось в его пренебрежении к верованиям и учениям прошлого, вере во всемогущий человеческий разум. «Политическая справедливость» Годвина, полностью проникнутая идеями революционного анархизма 1790-х годов, очень рано стала его евангелием; но идеи Годвина претворились у Шелли в своеобразную смелую поэзию. Многие при этом находят образы, используемые автором в его произведениях, крайне художественными и искусными. Как поэт Шелли принадлежит к началу XIX столетия, к эпохе, которую принято называть романтизмом. Поэтическое дарование Шелли, таким образом, не вполне соответствует его миросозерцанию. Двойственность Шелли как рационалиста и романтика, мыслителя и художника, проповедника и поэта составляет самую характерную черту его гения.

Профессор Э. Доуден писал следующее: 
«Шелли научил нас признавать благодетельность высшего закона, тяготеющего над избранными душами, живущими ради идеи, ради надежды и готовыми претерпеть за них и попрёки, и посрамление, и даже принять смерть мученичества. Но этот высший закон, как его представил себе Шелли, — вовсе не добровольное подвижничество или жалкий аскетизм; Шелли и в стихах, и в прозе отдаёт должное музыке, живописи, скульптуре и поэзии и обогащает наше сознание их могуществом. Его только никогда не удовлетворяет эпикурейское наслаждение красотой или удовольствием. Его поэзия вливает в нас Божественную тревогу, которую не могут рассеять ни музыка, ни живопись, ни скульптура, ни песня; через их посредство мы поднимаемся к какой-то высшей красоте, к какому-то вожделенному добру, которых мы, может быть, никогда не достигнем, но к которым мы постоянно и неминуемо должны стремиться».

## Использование сюжетов
- «Аластор» — симфоническая поэма Николая Мясковского, op. 14 (1912—1913) по одноимённому поэтическому произведению Перси Шелли.

## Память
- В честь Шелли назван кратер на Меркурии.